# 成高子镇
成高子镇是中国黑龙江省哈尔滨市香坊区下辖的一个行政建制镇，位于市区东南部，滨绥铁路过境。

## 历史沿革
1958年为和平区下辖镇，1960年改为和平公社，1984年更名为成高子乡，1985年改置镇。